# スティルウォーター (オクラホマ州)
スティルウォーター（Stillwater）は、アメリカ合衆国オクラホマ州の都市。ペイン郡の郡庁所在地である。人口は4万8394人（2020年）。オクラホマシティの北東90キロメートルに位置しており、統計上はオクラホマシティ都市圏に入っている。
オクラホマ州立大学の本部キャンパスがある学園都市である。大学には25,000人以上の学生が在籍し、学生・学校関係者が住民の大半を占める。

## 地理
位置は北緯36度7分18秒 西経97度4分7秒 / 北緯36.12167度 西経97.06861度。オクラホマシティのダウンタウンから北北東におよそ90キロメートルのところにある。アメリカ合衆国国勢調査局によれば72.1km²の陸地、1.2km²の水面、合計73.3km²の面積を有する。

## 人口
2000年の国勢調査によると人口が39,065人、15,604世帯、7318家族となっており、人口密度は541.6人/km² (1402.7人/mi²)。住居数が16,827戸、戸数密度は233.3戸/km² (604.2戸/mi²)。人種別の割合は白人82.48%、アジア系5.05%、アフリカン・アメリカン4.30%、ネイティブ・アメリカン3.89%、混血3.36%、太平洋諸島系0.04%、その他0.88%。
世帯構成は全世帯の20.8%が18歳以下の子供を持ち、36.1%が夫婦世帯、7.7%が母子世帯、53.1%が非親族世帯。全世帯の34.6%が単身世帯、6.9%が65歳以上の高齢単身世帯。1世帯あたりの平均人数が2.13人、1家族あたりの平均人数が2.81人である。
年代別の人口分布は18歳以下が15.2%、18 - 24歳が38.2%、25 - 44歳が24.4%、45 - 64歳が13.6%、65歳以上が8.7%から構成され、平均年齢は24歳。全体の男女比は女性100人に対して男性102.7人。
平均所得は1世帯あたり25,432ドル、1家族あたり41,938ドル。男女別にみると男性の平均所得31,623ドルに対して、女性の平均所得22,312ドル。1人あたり所得は15,789ドルとなっている。全家族の約12.6%と全人口の27.3%が貧困線以下にあり、18歳以下の18.2%、65歳以上の8.9%がこれに含まれる。

## 経済と文化
文化の中心的存在はオクラホマ州立大学で、市最大の雇用体、土地所有者でもある。そのため経済状況も大学によるところが大きく、それに伴う人口の増減などもある。同大のアスレティック・チーム、オクラホマ・ステート・カウボーイズ（女子チームはカウガールズ）は全国的な活躍、実績を残していることで有名。チームのマスコットはピストル・ピート。
ザ・ストリップとよばれるキャンパス周辺は繁華街のひとつである。厳密にはワシントン通りから6番通りと大学通りのあいだを指し、日常においてはストーンウォールもしくはエスキモー・ジョーズといった徒歩圏内にある飲食店をカバーする一帯を指すこともある。ただし現状は多くの店舗が閉店、営業時間の短縮、売り店舗といった状態にあり、なかでもレストラン、カフェやバーといった外食産業は木曜日を含む週末のパーティーなどで繁盛する反面、学校が休暇に入る夏期は営業時間を短縮するところが多い。これら市の姿はショッピングセンターといったいくつかの新たな商業地、施設が開業した過去10年のあいだにめまぐるしい変遷を遂げてきた。人口の増加、とくに若年層人口が拡大したことで、地方での局地的な展開をする店舗にかわって全国チェーン展開をする企業が参入。この時勢によってダウンタウンは衰退の道をたどっており、一部住民は新たな活性化計画に賛同の意を示している。

## 姉妹都市
亀岡市（日本・京都府、1985年11月3日姉妹都市提携）